# Mar Espinar Mesa-Moles
María del Mar Espinar Mesa-Moles (Granada, 1982) és una política espanyola del Partit Socialista Obrer Espanyol (PSOE), regidora de l'Ajuntament de Madrid.
Es va llicenciar en Ciències Polítiques i de l'Administració per la Universitat Complutense de Madrid.
Es va afiliar al Partit Socialista Obrer Espanyol el 1999. Inclosa com a número 6 de la llista del PSOE per a les eleccions municipals de 2015 a Madrid encapçalada per Antonio Miguel Carmona, va resultar elegida regidora. Durant la corporació 2015-2019 va destacar, com a portaveu socialista de la comissió de Cultura i Esports, per la seva ferma tasca d'oposició al govern de Manuela Carmena, en contrast amb postures més seguidistes dins del seu grup municipal.